# Matour
Matour – miejscowość i gmina we Francji, w regionie Burgundia-Franche-Comté, w departamencie Saona i Loara.
Według danych na rok 1990 gminę zamieszkiwały 1003 osoby, a gęstość zaludnienia wynosiła 36 osób/km² (wśród 2044 gmin Burgundii Matour plasuje się na 233. miejscu pod względem liczby ludności, natomiast pod względem powierzchni na miejscu 218.).